# 諏訪湖
諏訪湖（日语：／ Suwa-ko）是位于日本長野縣境内岡谷市、諏訪市、諏訪郡下諏訪町交界处的湖泊，為日本河川法上一级河川天龍川的發源地。该湖是湖沼水质保全特别措置法指定湖沼。

## 地质学
新生代第三纪结束时，地壳在中央高地隆起活动和糸魚川靜岡構造線的断层运动影响下发生张裂，由此形成的构造湖（断层湖）便是诹访湖。位于糸魚川靜岡構造線和中央構造線交汇点附近的诹访湖几乎被断层群包围，湖泊西南方位是诹访湖南岸断层群，东北方位则有诹访断层群。有观点认为诹访湖湖水以前流向的是湖泊东面的釜无川方向，但八岳火山群的爆发阻塞了这条路线，湖水此后才改为向南流出。由于来自流入河流土砂的堆积和护岸工程等因素，湖泊面积正逐渐缩小。

## 地理
该湖位于日本长野县中部的诹访盆地，面積爲12.81平方公里，是长野县面积最大的湖泊。
- 总库容量：62,987,000 m³[2]
- 湖水停留时间：39日[2]
- 流域面积：531.8 km²[2]
- 流入河流数：31条河流[3]:9
- 流出河流：天龙川（冈谷市）[3]:9，流出水量由釜口水门（日语：釜口水門）调整[13]

## 水质
该湖湖水停留时间从3日到120日不等（平均40日左右），变动非常大，流入水量（流域降水量）和流入河流水质变化对湖水水质的影响很强。因此，历史上流域附近人类活动的变化会使湖水水质产生很大改变。
以前的诹访湖水质非常好，江户时代该湖曾放养来自琵琶湖和河口湖的蚬，也有人在此从事渔业活动:58。但在二战后日本高度经济成长期，该湖在农田化学肥料的营养盐和生活污水的影响下出现了富营养化，最终变成了富营养湖。该湖环境曾在20世纪70至80年代出现显著恶化，当时摇蚊和导致水华的微囊藻在此湖大规模爆发，湖面变成绿色，漂浮着泡沫和恶臭:11。水质恶化的原因有很多，其中一个重要原因是该湖虽有30多条流入河流，但流出河流只有1条，再加上其流域面积广，各条流入河流的污染物质便很容易积留在此。当地政府后来进行了流域下水道开发项目，该项目于1979年部分投入使用，1993年扩展到了所有市町村。诹访湖水质在这类项目和市民自发的水质改善活动:40下得到了大幅改善，但仍没有恢复到昭和初期的状态:10。
上述项目建造的净化设施并没有立刻显示出显著效果，但水质在其后渐渐获得了净化。没有水华的夏季于1997年左右逐渐开始出现，曾多次在该湖大爆发的摇蚊也大量减少，人们开始感受到水质净化带来的影响。伴随着水质净化，湖中的生物群系也发生了变化，构成生态塔底层的浮游植物减少影响到了食物链上层，有报告称这引起了湖中水草和大型水蚤的增加，也有报告指出西太公鱼的减少可能和水质净化之间存在因果关系。此外，水质净化使湖水透明度上升，名叫丘角菱的水草在湖泊沿岸出现了繁茂生长。但丘角菱下方会形成缺氧水域，阻碍水体自由流动，因此相关部门曾专门开展消灭丘角菱的活动。

## 全面结冰
诹访湖湖面过去每年都会覆盖上厚厚的冰层，二战前还在冰上进行过坦克驾驶和飞机起降训练。冰面上有时会进行冰钓西太公鱼和滑冰等活动，但近年来湖面全面结冰的频率有所下降。此外，由于冰面在逐渐变薄，在其上滑冰时存在一定危险。除了冰钓外，前来的钓鱼客中也有选择在岸上或船上垂钓西太公鱼的。

### 七釜
20世纪40年代左右，即使冰冻得再厉害，诹访湖东侧的7个湖底源泉上方也不会结冰:7，这7个可以从湖面冰窟中看到的源泉便称为“七釜”（七ツ釜）。位于诹访湖东岸的诹访湖间歇泉中心、湖畔公园足汤和上诹访温泉等都从七釜源泉引水。

## 活动
1922年2月11日，日本首次正式花样滑冰比赛在下诹访滑冰场举行。

### 每年例行活动
- 4月 诹访湖开湖[40]
- 8月1日－9月第1个星期日 Summer Night Fire Festival（日语：サマーナイトファイヤーフェスティバル）（烟火等）[41]
- 8月15日 諏訪湖祭湖上花火大会（日语：諏訪湖祭湖上花火大会）[42]
- 9月第1个星期六 全国新作花火竞技大会（日语：全国新作花火競技大会）[42]
- 10月 诹访湖马拉松[43]

## 御神渡

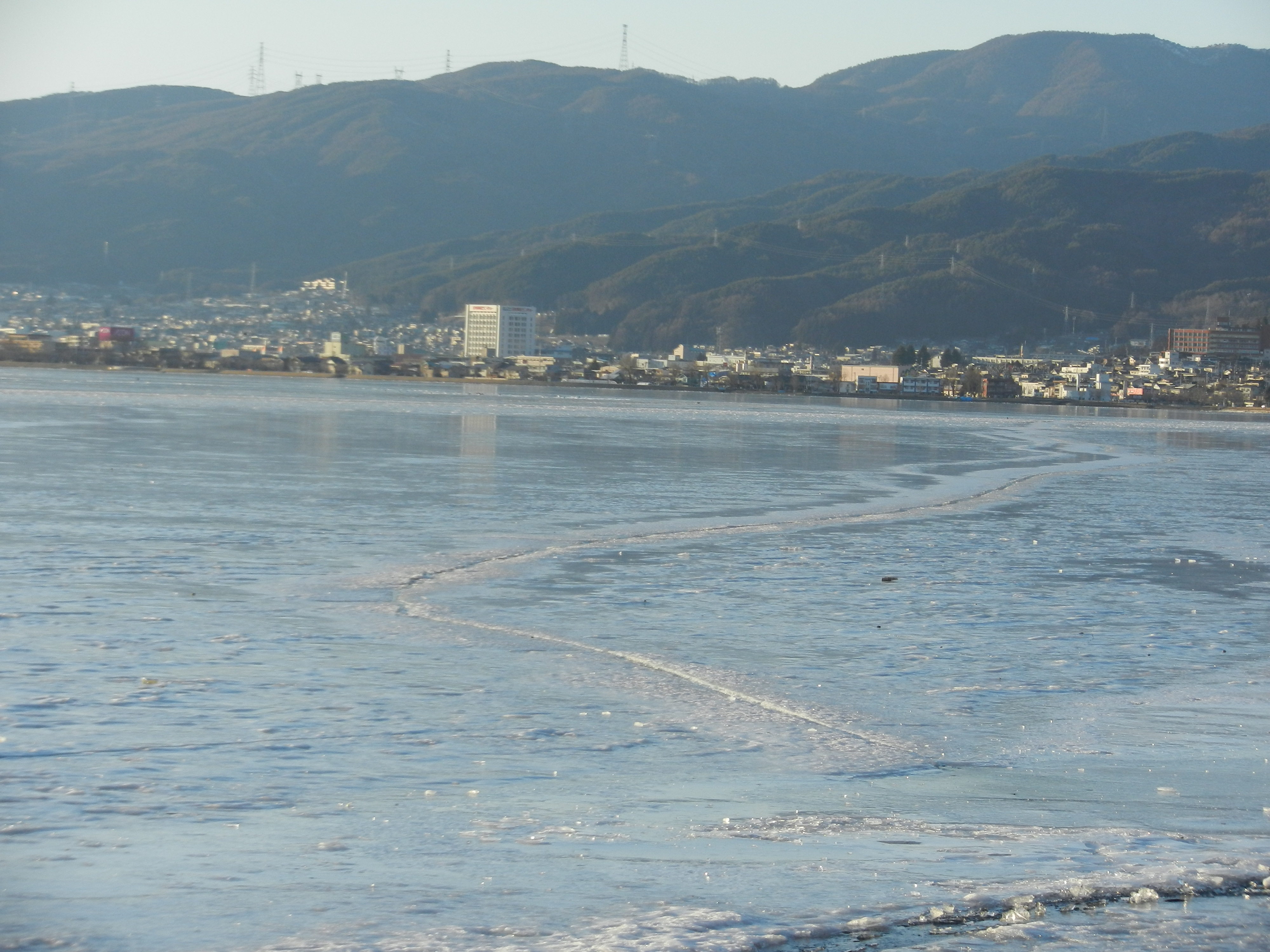
2012年的御神渡

冬季诹访湖全面结冰后，湖面冰层若达到一定厚度便会随昼夜温差膨胀和收缩。由于气温上升，这个过程在白天会缓和下来，但到了气温下降的夜间，如果湖面面积不足以支持冰层的膨胀，冰面便会出现裂缝和上升，同时发出较大响声。参见冰压脊。
这种自然现象称为“御神渡”（御神渡り）。在御神渡出现年份的冬季，八剑神社的神官会在诹访湖畔举行御渡神事（御渡り神事），该神事被指定为无形民俗文化财产。在御渡神事的拜观式中，神官会对照御渡帐（御渡帳）等查看冰面裂缝情况，从而对该年气象和农作物丰收与否进行占卜，以及对世态做出预测。此后依照古式还会进行向神前奉交“御渡注进状”的注进式，结果按惯例会报告给日本宫内厅和气象厅。此外，在因天气原因没有观测到御神渡的年份也会进行注进式，这种没有观测到的状态称为“明海”（明けの海）。
- 根据形成的顺序，不同的御神渡分别称为“一之御神渡”（一之御神渡り）、“二之御神渡”（二之御神渡り，以前也称为“重复御渡”（重ねての御渡り））等，御神渡交叉的时候则称为“佐久之御神渡”（佐久之御神渡り）。御渡神事将在确认的同时实地拜观这些御神渡。[44]
- 即使湖面全面结冰，在冰不够厚的情况下御神渡也不会出现[36]:15，因此御神渡也成了判断湖上能不能行走的线索之一。但由于各处冰的厚度并不完全一致，在冰上行走仍然是存在危险的行为[48]。

根据平安末期编纂的和歌集《山家集》中的记载，以及室町时代诹访神社在1397年提交给幕府报告的副本《御渡注进状扣》中的字句，御神渡的称呼早在日本平安时代末期左右便已经存在了。
1443年至1681年的御神渡记录在《当社神幸记》（当社神幸記）内，1682年至1871年的则位于《御渡帐》。截至2016年，御神渡的记录仍在每年持续着。虽然有部分年份缺失，但作为持续了约六个世纪的气象记录，御神渡记录仍然可称为世界范围内宝贵的资料。尽管如此，该记录还是因数据质量参差不齐受到了批评，有研究表明该记录中部分年代对御神渡的观测记录可能只是听到了冰破裂的声音，没有实际确认冰层是否出现隆起。

### 2006年的御神渡
2006年1月10日观测到了2004年以来2年未出现的御神渡，随后拜观式于1月13日举行。这一年的观测日是史上第二早的观测日，仅次于同于1月9日举行拜观式的1904年和1927年。当年共观测到3条御神渡，最高的隆起处达到了60厘米，冰层较厚处厚约20厘米。
在这次御神渡出现之前，2005年12月诹访湖便已结冰，进入2006年1月后湖泊周边更是一直持续-10℃左右的严寒，这可能这是此次御神渡提早出现的原因。

### 御神渡出现年份
昭和：1926－1931年　1933－1936年　1938－1948年　1950－1952年　1954－1957年　1959年　1961年　1963年　1965－1968年　1970年　1974－1978年　1980－1986年:25:50
平成：1991年　1998年　2003－2004年　2006年　2008年　2011－2013年:50

## 上诹访温泉、间歇泉
上诹访温泉的间歇泉位于诹访湖畔片仓馆附近温泉街的一角。

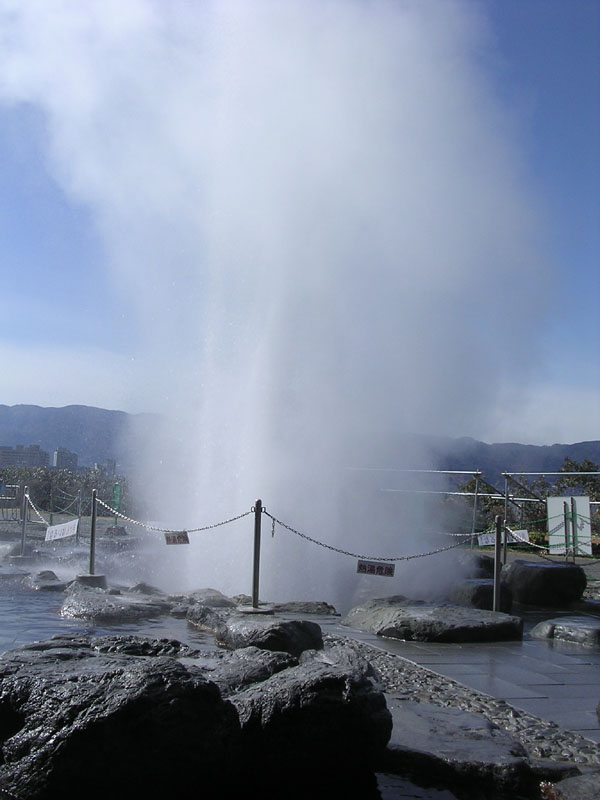
诹访湖的间歇泉

1990年，当地建成了面向间歇泉的诹访湖间歇泉中心（諏訪湖間欠泉センター）:65，中心内设置了解说牌便于讲解，一般游客也可以在此观赏间歇泉喷发之景。中心旁边的公园内设有免费开放的温泉足汤设施，平时可以看见等待间歇泉喷发或散步休息的人使用。1983年挖掘喷泉时，该间歇泉曾经喷出过高达50米的水柱，但此后便逐渐减弱，最终完全停止自然喷发。现在的喷发是用空气压缩机将压缩空气送入间歇泉后人工制造的。

## 观光
除了上文提到的上诹访温泉外，诹访湖的周围还散布着下诹访温泉、诹访大社等有名景点。每年8月，诹访湖都会举行以4万发射数闻名的諏訪湖祭湖上花火大会，众多游客届时会前来参加这场日本为数不多的大规模焰火晚会。此外，诹访湖9月还会举办日本全国新作花火竞技大会。湖畔许多地方改造成了公园，游客可以乘游览船前往湖中，包括诹访湖园发出的天鹅形游览船，以及诹访湖观光汽船发出的龟形“龙宫丸”（竜宮丸）号和天鹅形“Swan”（すわん）号，其中龙宫丸号全日本只有两艘。除了游船外，日本水陆观光还利用水陆两用巴士开展湖上观光，以及和湖周边的岸上观光组合而成的两栖观光（ダックツアー）。冈谷湖畔公园等部分公园内还设置了湖上喷泉。

湖泊东侧有一座名为初岛的人工岛，该岛是1954年作为烟火发射台建造的。近年冬天岛上开始布置彩灯，还进行了亮化工程。初岛上建有初岛神社，会举行里曳御柱祭。

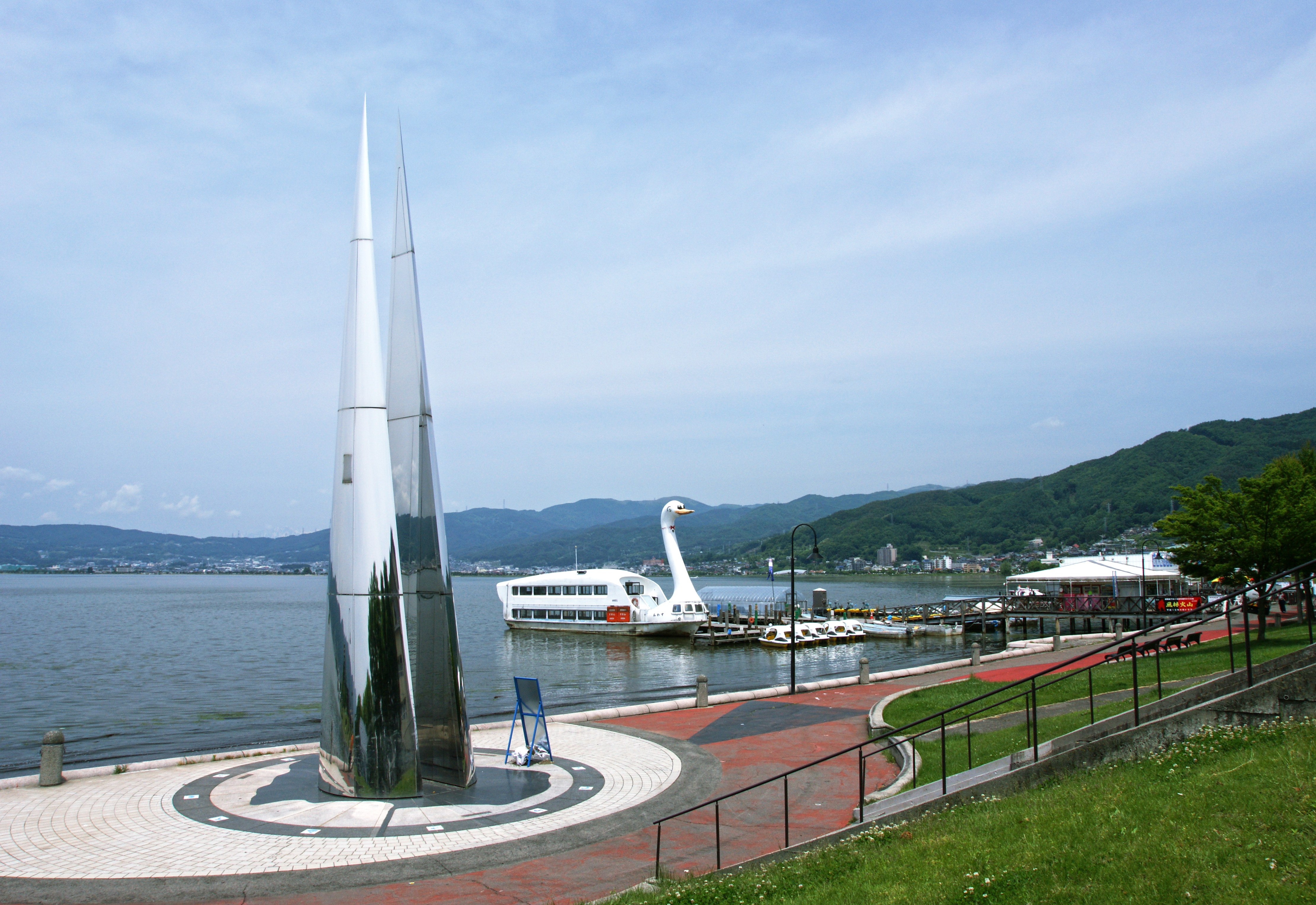
湖畔公园标志性建筑物
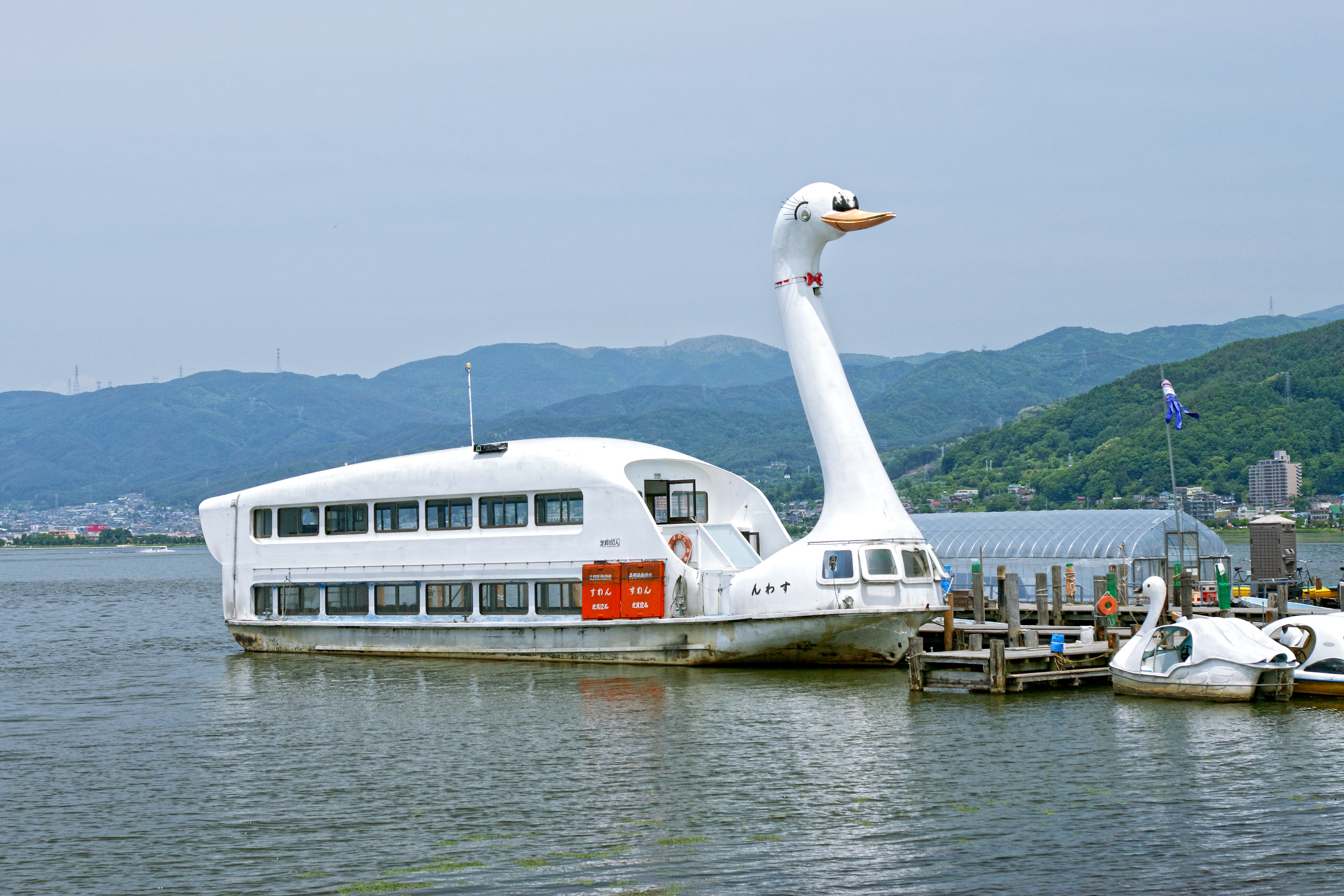
诹访湖园的天鹅形游览船

### 湖畔观光景点
以下是位于诹访湖畔的部分观光景点：
- 诹访市湖畔公园
- 片仓馆（日语：片倉館）（日本重要文物[71]）
- 诹访市美术馆
- 竹屋味噌（日语：竹屋 (味噌製造)）总部、竹屋味噌会馆

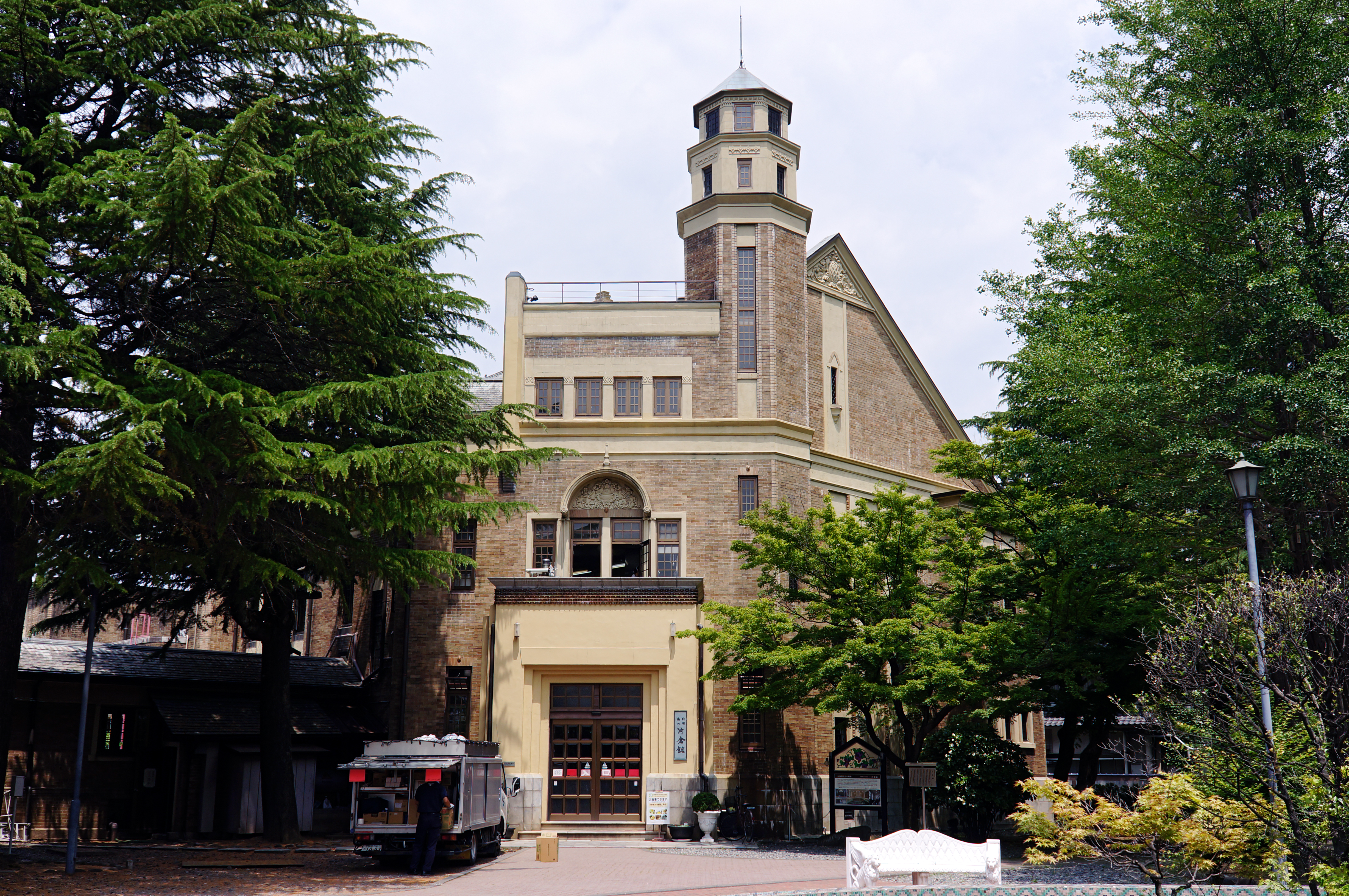
片倉館
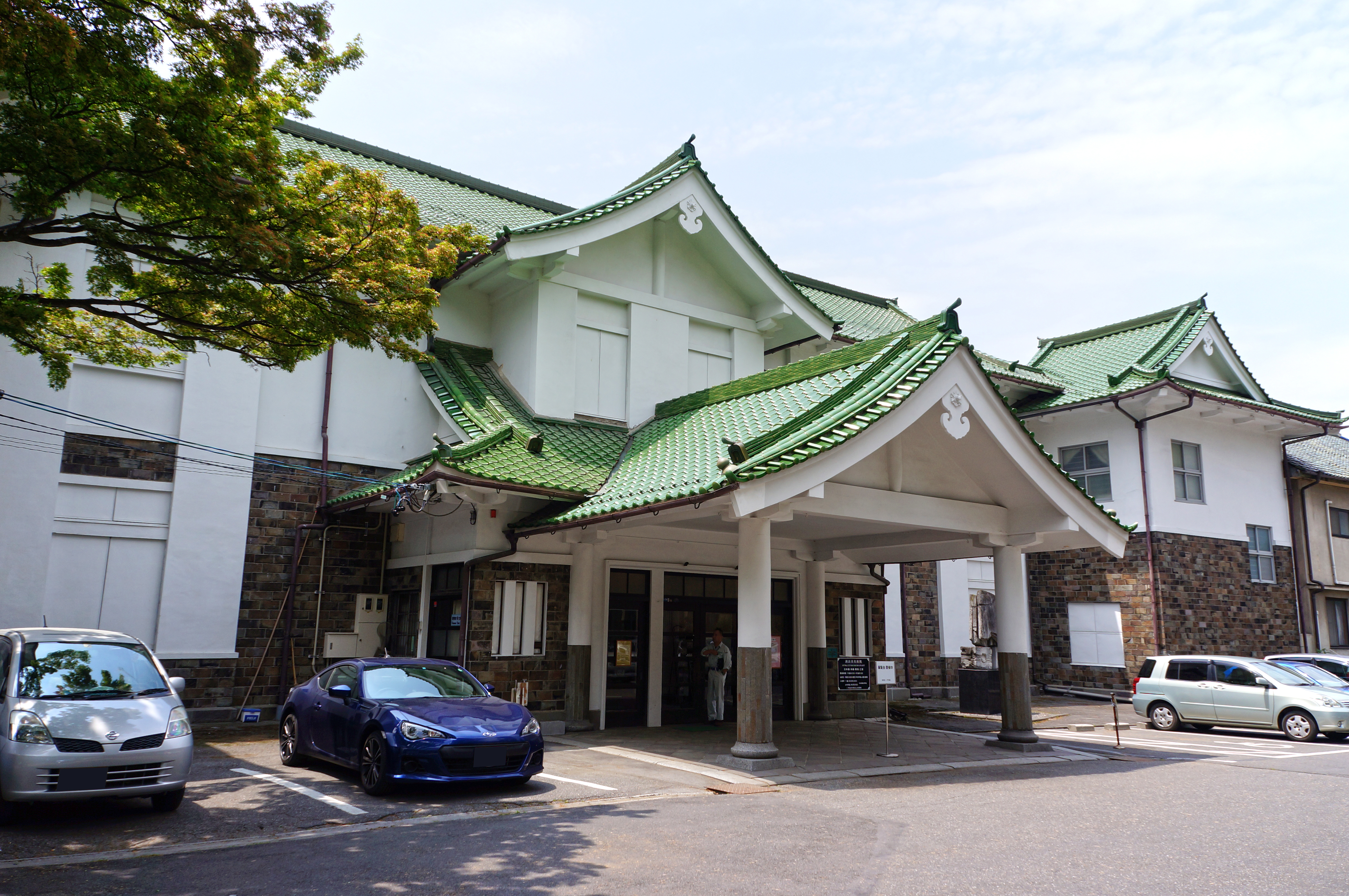
諏訪市美術館
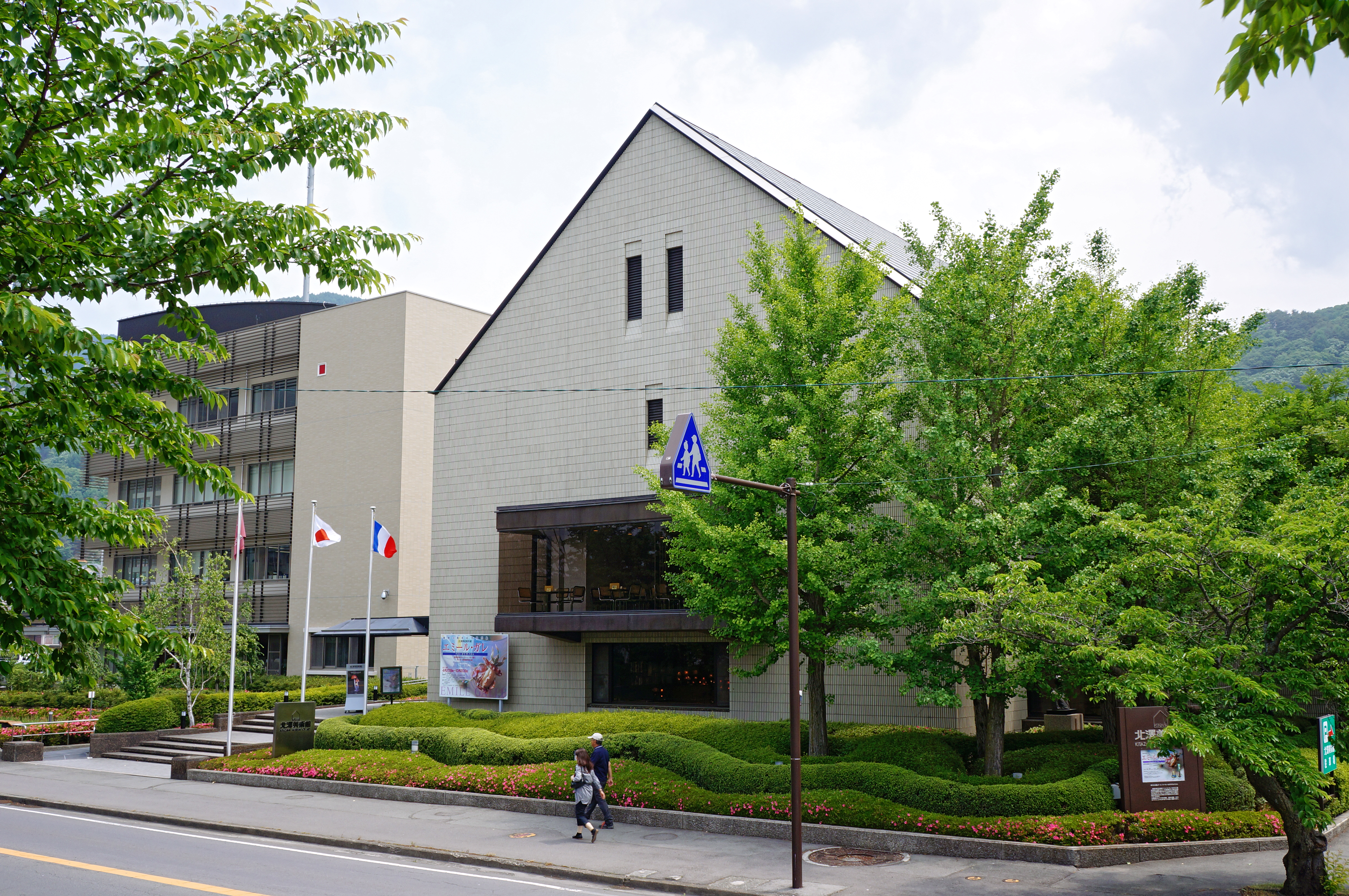
北澤美術館本館
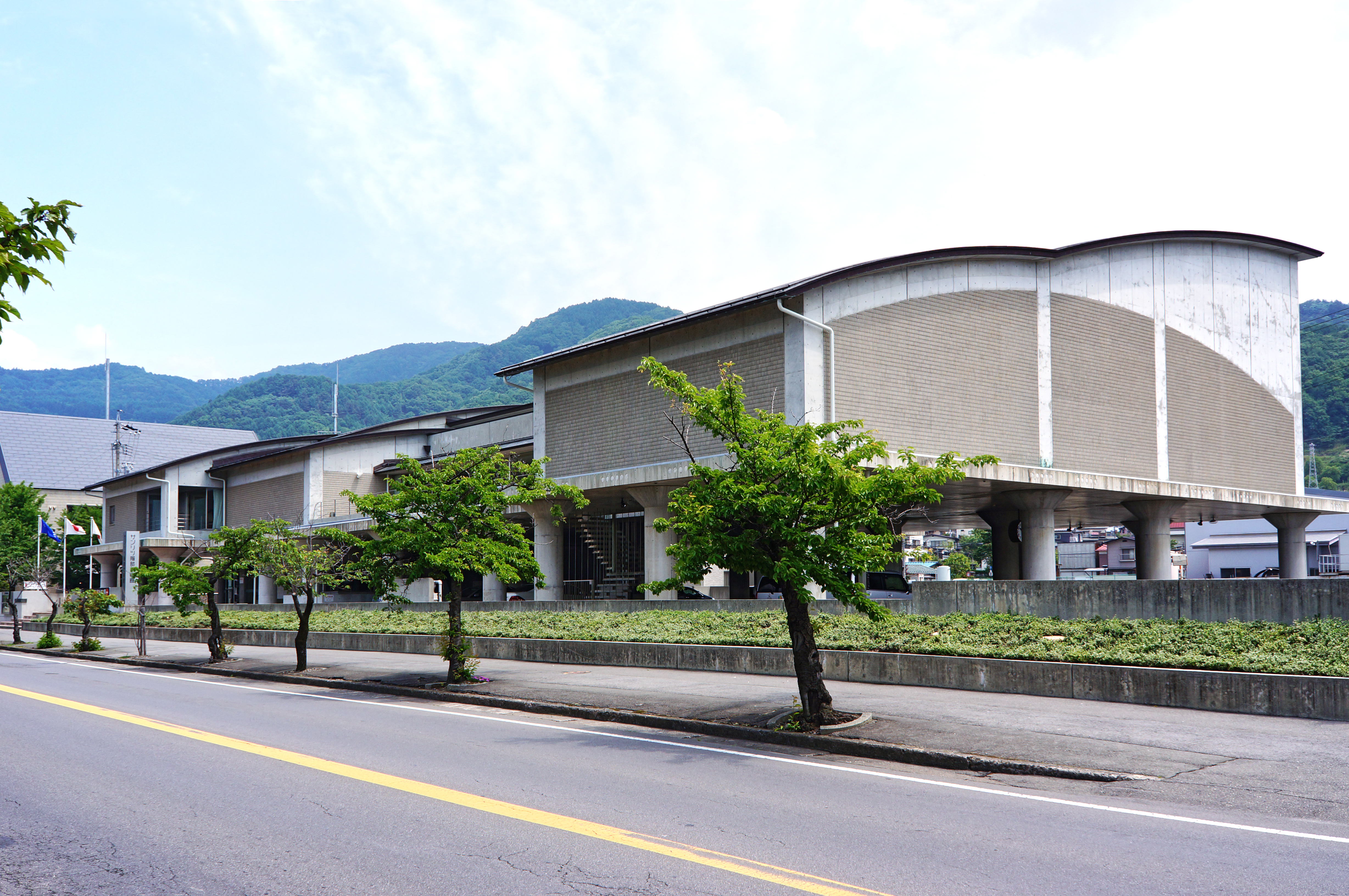
三立服部美术馆（日语：サンリツ服部美術館）
- 北泽美术馆（日语：北澤美術館）
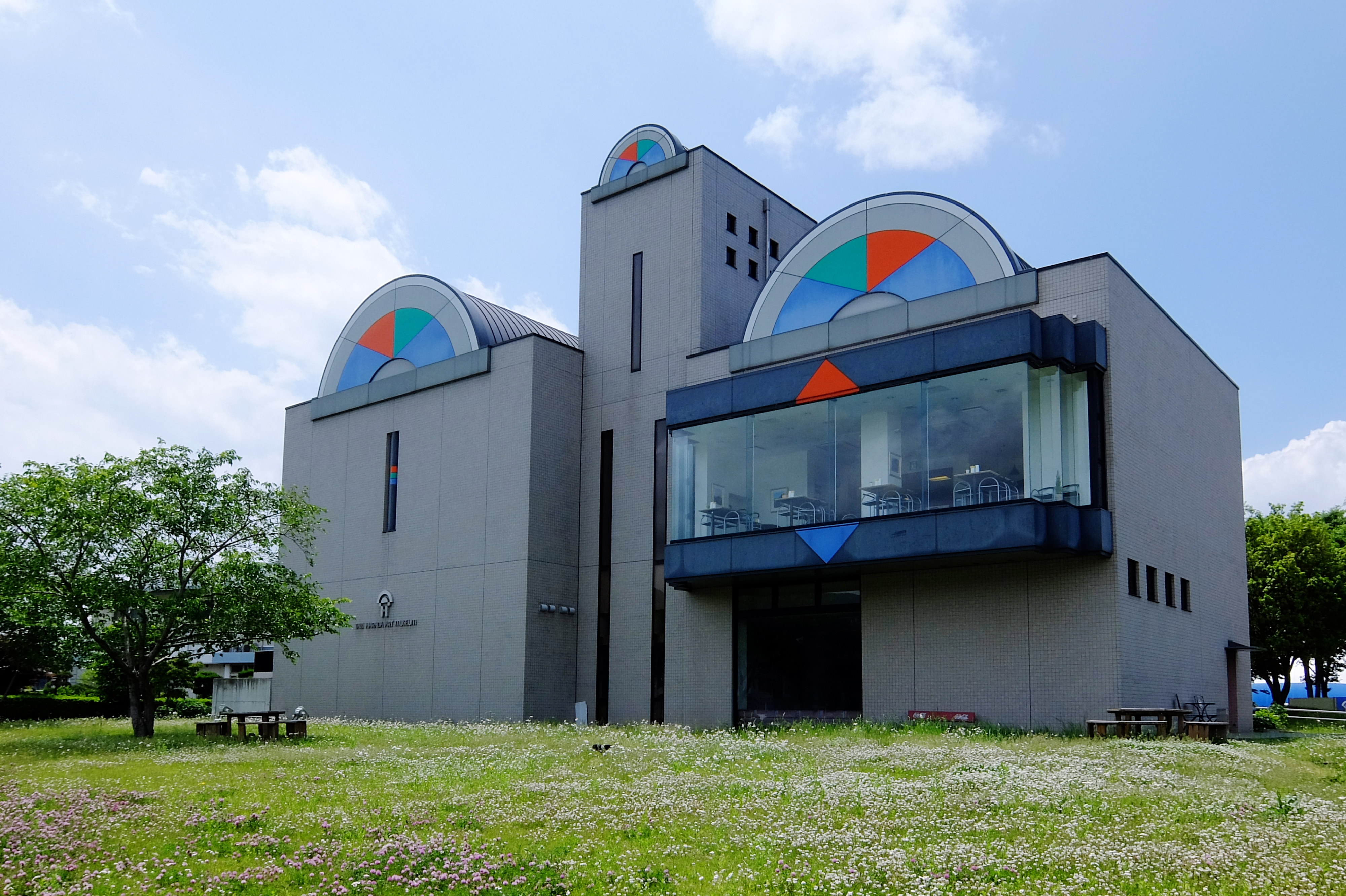
诹访市原田泰治美术馆
- 诹访子land（すわっこランド）
- 诹访湖体育场（日语：諏訪湖スタジアム）
- SUWA玻璃之乡美术馆（日语：SUWAガラスの里の美術館）
- 小坂观音院（日语：観音院 (岡谷市)）
- 冈谷湖畔公园
- 小绘本美术馆（日语：小さな絵本美術館）冈谷本馆
- Harmo美术馆（日语：ハーモ美術館）
- 赤彦纪念馆（日语：諏訪湖博物館）

- 片倉館
- 諏訪市美術館
- 北澤美術館本館
- 三立服部美術館
- 諏訪市原田泰治美術館

## 生态

### 鱼类
1918年的一次调查报告湖中存在21种鱼类：
- 1918年时原有鱼种
  - 麦穗鱼（Pseudorasbora parva ）、鎌柄（日语：カマツカ (魚)）（Pseudogobio esocinus ）、似鯉（日语：ニゴイ）（Hemibarbus barbus ）、鲤（Cyprinus carpio ）、金鮒（日语：キンブナ）（Carassius auratus ssp.2 ）、泥鳅（Misgurnus anguillicaudatus ）、琵琶湖鳅（Cobitis biwae ）、（Pseudobagrus nudiceps ）、日本䱀（Liobagrus reini ）、花鲶（Silurus asotus ）、雷氏七鳃鳗（Lethenteron reissneri ）、日本鳗鲡（Anguilla japonica ）、皐月鱒（日语：アマゴ）（Oncorhynchus masou ishikawae ）、远东红点鲑（Salvelinus leucomaenis ）、山女鳟（日语：ヤマメ）（Oncorhynchus masou masou ）、香鱼（Plecoglossus altivelis altivelis ）、川鯥（日语：カワムツ）（Nipponocypris temminckii ）、平颌鱲（Zacco platypus ）、珠星三块鱼（Tribolodon hakonensis ）、拉氏鱥（Phoxinus logowskii steindachneri ）、田諸子（日语：タモロコ）（Gnathopogon elongatus ）

其中雷氏七鳃鳗、日本䱀、似鯉和川鯥5种鱼的存活状态在20世纪60年代前失去确认。钝头杜父鱼、远东红点鲑和琵琶湖鳅在1980年的报告里没有出现。
- 迁入鱼种
  - 虹鳟（Oncorhynchus mykiss ）、西太公鱼（Hypomesus nipponensis ）、草鱼（Ctenopharyngodon idellus ）、鲢鱼（Hypophthalmichthys molitrix ）、本諸子（日语：ホンモロコ）（Gnathopogon caerulescens ）、（Sarcocheilichthys variegatus variegatus ）、高体鳑鲏（Rhodeus ocellatus ocellatus ）、细鳞鱊（Acheilognathus typus ）、乌鳢（Channa argus ）、微倫吾（日语：ビリンゴ）（Gymnogobius breunigii ）、（Gymnogobius laevis ）、乳色刺鰕虎鱼（Acanthogobius lactipes ）、暗缟鰕虎鱼（Tridentiger obscurus ）、西刺杜父魚（Cottus kazika ）、暗色沙塘鳢（Odontobutis obscura ）、浮鮴（日语：ウキゴリ）（Gymnogobius urotaenia ）、赖氏杜父鱼（Cottus reinii  ）

诹访湖的16种迁入鱼种如上所示。20世纪90年代后半期又发现了蓝鳃太阳鱼（Lepomis macrochirus ）和大口黑鲈（Micropterus salmoides ）的生存迹象。其中大口黑鲈在70年代曾有过报告，但此后约20年内都没有再次找到。
并不是所有迁入鱼都在湖中定居成功。受天龙川水利工程建设的影响，许多两栖洄游（降海繁殖类）鱼种因难以降河和溯河而没能定居。不适应当地生存繁殖环境的虹鳟和鳢没有定居下来，1970年后便没有捕获它们的记录了。
2000年后数量增多的鱼种包括大口黑鲈、蓝鳃太阳鱼和浮鮴。

### 甲壳类
沼虾（Macrobrachium nipponense ）、条纹长臂虾（Palaemon paucidens ）等。

## 渔业
诹访湖渔业权属于诹访湖渔业协同组合（諏訪湖漁業協同組合），该组织除捕鱼外也进行包括鲤鱼、鲫鱼和虾在内的放养工作。20世纪60年代时渔业主要以条纹长臂虾、沼虾等虾类以及贝类（主要是来自琵琶湖的一种蚬）、鲫鱼、鲤鱼和西太公鱼为中心。上文中提到的丘角菱消灭活动一直持续到1970年左右，该活动疏浚了湖泊沿岸，加上护岸工程的影响，70年代的贝类和鲫鱼捕获量大幅减少，鲤鱼的捕获量出现上升。
西太公鱼在诹访湖的渔业中很有名，自从1915年从霞浦迁入后，这种鱼便成为了诹访湖渔业的中心。该鱼捕获量高峰出现于1976年，为425吨，2005年时捕获量则减少到了42.3吨。捕获量的下降不仅使冬季观光的钓鱼客减少，还影响到了以西太公鱼为商品的河鱼店，这种快速下降在2000年以后便有出现。下降的理由众说纷纭，包括被大口黑鲈和蓝鳃太阳鱼等食鱼的外来鱼捕食，被食鱼鸟类普通秋沙鸭捕食，以及水质净化导致的生物群系变化等等。渔业总体捕获量（生产额）也出现了减少，其背景方面则有消费者购买淡水鱼的意欲下降，渔民捕鱼意愿随着鱼价下降而减退，渔民群体高龄化等多种分析。

### 西太公鱼採卵
诹访湖渔协每年对西太公鱼採卵数量曾达40亿粒，部分运向日本全国100多处湖沼，剩下的在诹访湖放养。
採卵从2月下旬开始，一直持续到5月末。相关人员会在流入诹访湖的8条河流处捕获为产卵而上溯的鱼，并取出它们的卵和精子进行人工授精。
2012年採卵共取得22.2亿粒，比上一年减少了1.3亿粒。其中11.6亿粒运向了县内外的湖沼，剩下的则在诹访湖增殖放流。採卵数的减少此时已经持续了7－8年，这和近年湖底缺氧状态给鱼成长造成的不利影响有关。此外，2012年3－4月时气温较往年偏低，溯河的集中期变为4月下旬，相当于推迟了1个月，这也是当年採卵数减少的原因之一。

## 武田信玄的水中墓传说
在日本战国時代，甲斐国的武田氏和信浓国的诹访氏原是同盟关系，但天文11年（1542年）时武田晴信（信玄）对诹访发动了进攻，诹访氏随之灭亡，诹访地方也成为了武田的领国。信玄于元龜4年（1573年）4月12日在信浓国伊那郡驹场（今长野县下伊那郡阿智村驹场）去世（也有说法称死亡地是浪合或根羽），遗体在驹场或甲斐圆光院火葬。其继任者胜赖后于天正4年（1576年）在甲斐惠林寺为他举办了正式葬礼。
另一方面，根据《甲阳军鉴》的说法，信玄在临死之际曾说出“我的死要在三年内保密。之后请把我的遗骸套上盔甲，沉入诹访湖底”的遗言。因此，很久以前便出现了诹访湖里有信玄水中墓的传说。《甲阳军鉴》中还记载了他让胜赖担任其子信胜的阵代的遗命，除将遗体沉入诹访湖这一点外都有文书发现相印证。
1986年，日本国土地理院用声纳进行湖底地形调查时，在湖底的一侧发现了25米左右的菱形“物体”。此后数十年内，信州大学、读卖新闻、日本电视台等多个组织一直在调查这是否就是信玄的水中墓。曾有报道称用电磁波探测器确认其是类似墓碑的物体，但最终得出的结论表示该菱形实际上只是湖底低洼地的影子。然而由于菱形形状清晰得不像自然产物，加上在湖底深泥的情况下难以用目视的方法进行实地调查，现在仍有支持水中墓一说的声音。:53-55

## 作为作品题材

### 动画
諏訪湖是新海誠所監督、製作的動畫電影《你的名字。》（君の名は。）中「糸守湖」的原型。
此外，岡本倫的漫畫作品《极黑的布伦希尔德》（極黒のブリュンヒルデ）分别在改編动画第5、6集和10、11集中出现了以诹访市湖畔公园和立石公园为舞台的场景，诹访湖也有进入镜头。

### 小说
《爱的疾走》（三岛由纪夫） - 1962年

### 绘画和图片
诹访湖是江户时代的名胜之一，江户后期的浮世绘师葛饰北斋在天保元年（1830年）至天保6年（1834年）刊行的连作《富岳三十六景》中描绘了从诹访湖远眺富士山的场景。类似的场景在其同于天保年间刊行的《景胜奇览》中也有出现。

另一位浮世绘师歌川广重也描画了从诹访湖看到的富士山，这些作品在1837年至1838年的《诸国名所》，嘉永5年（1852年）的《不二三十六景》中《信浓诹访湖》，安政5年（1858年）的《富士三十六景》，安政6年（1859年）的《富士见百图》，以及嘉永至安政年间的中都有出现。

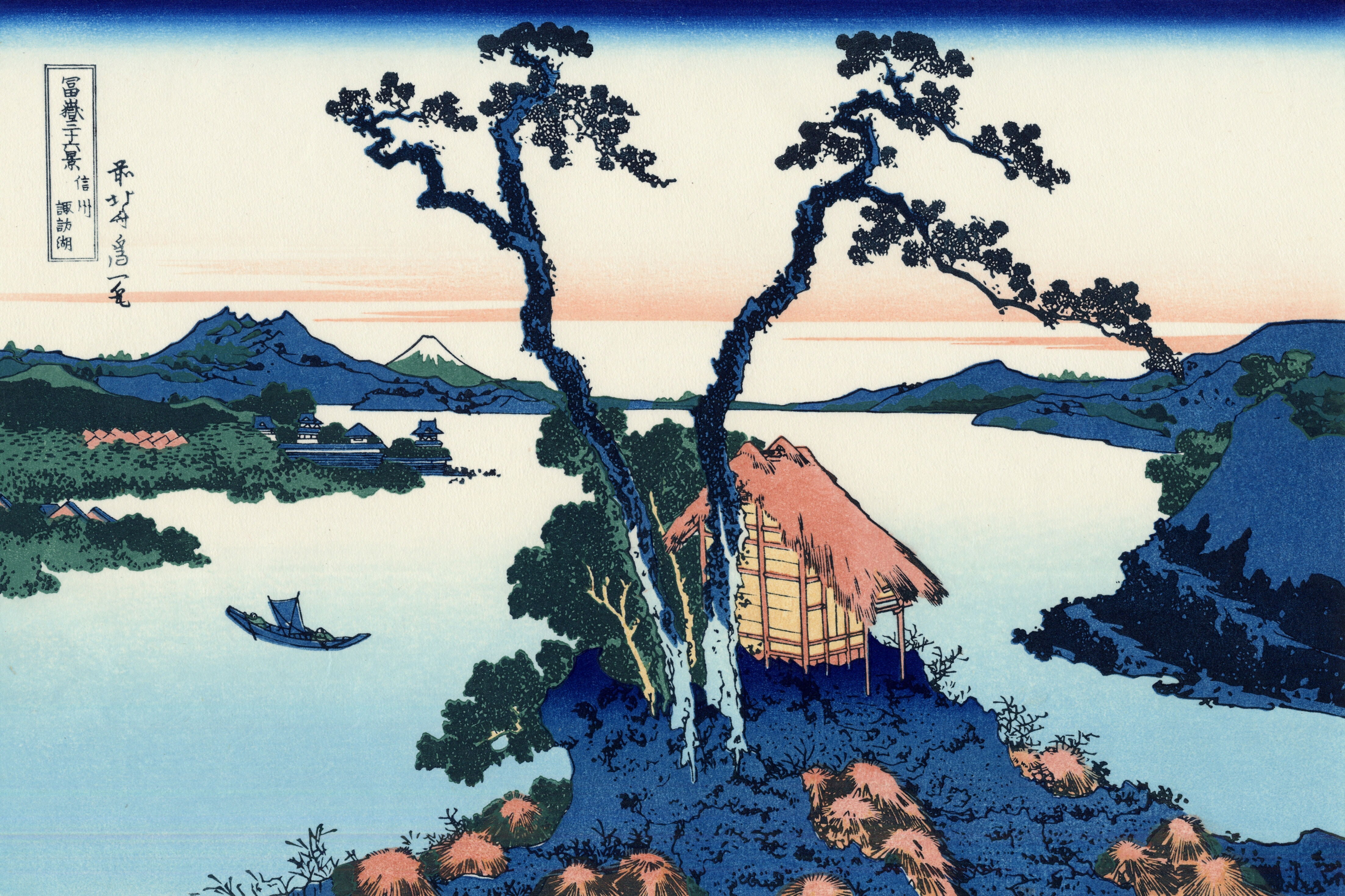
葛饰北斋 富嶽三十六景 信州諏訪湖
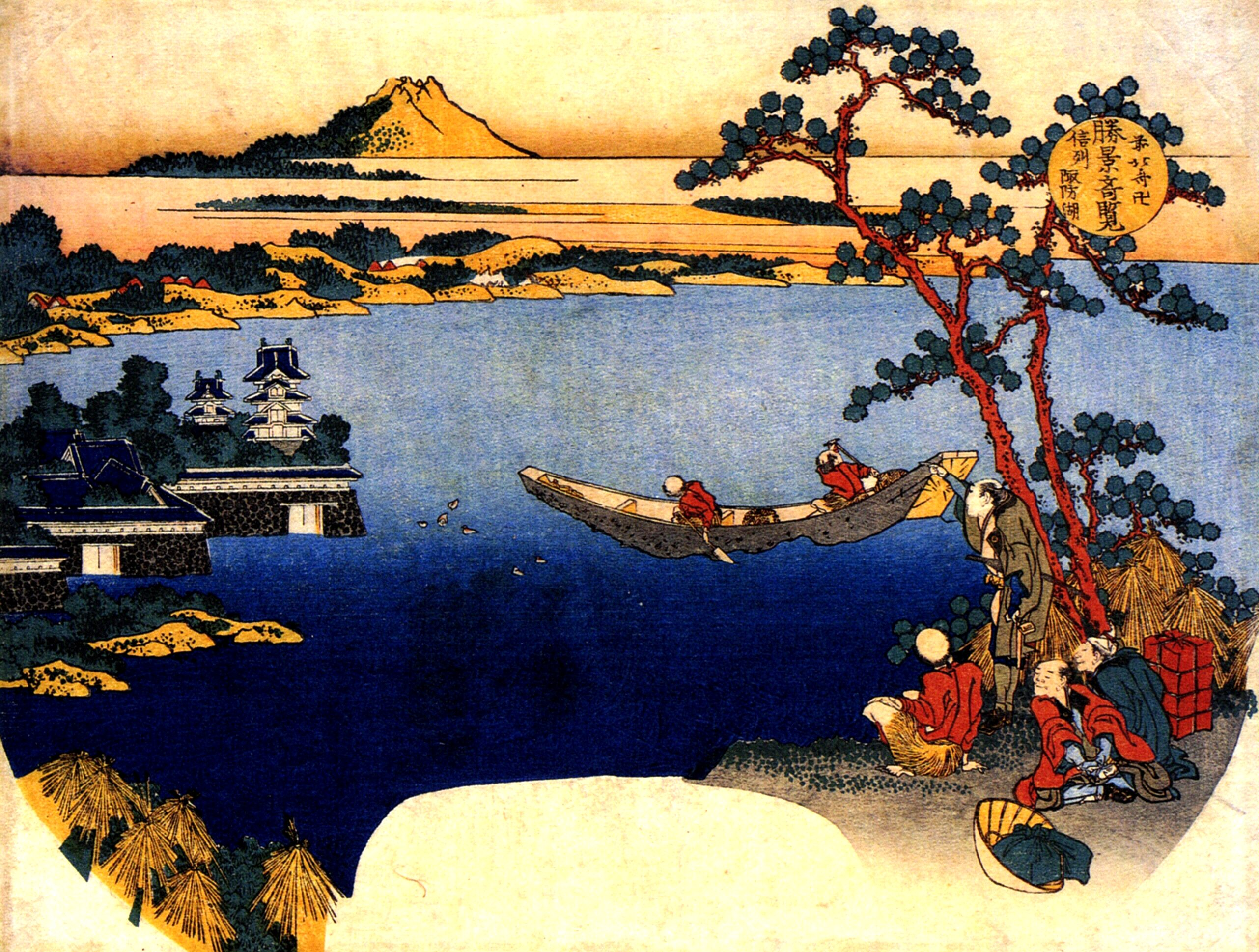
葛飾北斋 景勝奇览 信州諏訪湖
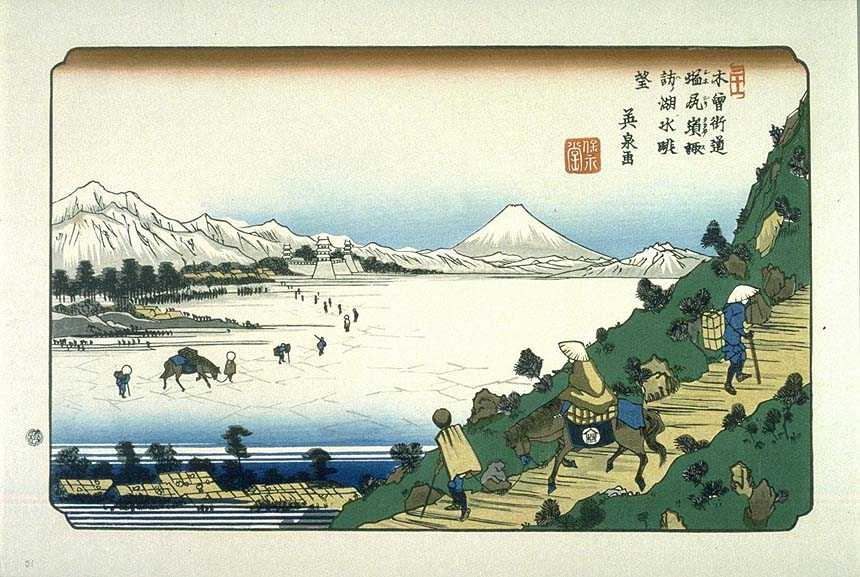
溪斋英泉 木曾街道六拾九次 盐尻

### 音乐
《休日》 Dragon Ash